# South Brooksville
South Brooksville es un lugar designado por el censo ubicado en el condado de Hernando en el estado estadounidense de Florida. En el Censo de 2010 tenía una población de 4.007 habitantes y una densidad poblacional de 83,71 personas por km².

## Geografía
South Brooksville se encuentra ubicado en las coordenadas 28°30′51″N 82°26′17″O / 28.51417, -82.43806. Según la Oficina del Censo de los Estados Unidos, South Brooksville tiene una superficie total de 47.87 km², de la cual 47.07 km² corresponden a tierra firme y (1.67%) 0.8 km² es agua.

## Demografía
Según el censo de 2010, había 4.007 personas residiendo en South Brooksville. La densidad de población era de 83,71 hab./km². De los 4.007 habitantes, South Brooksville estaba compuesto por el 83.95% blancos, el 12.53% eran afroamericanos, el 0.27% eran amerindios, el 0.82% eran asiáticos, el 0% eran isleños del Pacífico, el 1% eran de otras razas y el 1.42% pertenecían a dos o más razas. Del total de la población el 5.67% eran hispanos o latinos de cualquier raza.